# Franck Badiou
Pour les articles homonymes, voir Badiou.
Franck Badiou, né le 24 mars 1967 à Vitry-sur-Seine, est un tireur sportif français spécialiste de la carabine à 10 m. 

## Biographie
Aux Jeux olympiques d'été de 1992, il gagne la médaille d'argent à la carabine à air comprimé à 10 mètres. Il devient champion d'Europe en 1993.
Il est maintenant le luthier de la plupart des membres de l'équipe de France de Biathlon.
En 2016, il devient entraîneur de tir pour l'équipe de France masculine de biathlon, succédant à Siegfried Mazet, parti pour l'équipe de Norvège. Cependant, l'Italien Patrick Favre lui succède avant la saison 2018-2019.
Badiou devient l'entraîneur de tir de l'équipe de France féminine de biathlon, pour la saison 2019-2020. Il quitte son poste à l'issue de celle-ci et est remplacé pour la saison suivante par Jean-Paul Giachino,.

## Palmarès
- Vice-champion olympique en 1992 à Barcelone (Espagne) au tir à 10 m en carabine à air comprimé.
- Vainqueur de la finale des coupes du monde en 1992.
- Champion d'Europe 10 m à Brno en 1993.
- Multiple champion de France.
- Vainqueur des 24 heures de Chabris.